# Карлос Пена
Карлос Роберто ПенаВега (на английски: Carlos Roberto PenaVega) е американски филмов и телевизионен актьор, певец и автор на песни, танцьор и водещ на телевизионно шоу. Той е най-известен с ролята си на Карлос Гарсия в сериала на Nickelodeon Big Time Rush. Освен че е член на бандата „Big Time Rush“, той е известен и като домакин на Nickelodeon телевизионната викторина Webheads.

## Биография и творчество
Карлос Пеня, младши е роден на 15 август 1989 г. в Кълъмбия, щата Мисури. Баща му е от испански и венецуелски произход, а майка му е от Доминикански произход. Той израства в Уестън, Флорида.
Учи в гимназия „Сейджмонт“, където е бил мажоретка. Той играе в местни театрални продукции, измежду които „Брилянтин“ и „Човекът от Ла Манча“. Той участва и в пиесата „Титаник“ в училище „Херитидж Американ“, преди да замине за Лос Анджелис, за да преследва актьорска кариера. По това време той се влюбва в пеенето и танците.
Карлос Пена се жени за актрисата Алекса Вега на 4 януари 2014 г. в Пуерто Ваярта, Мексико. Те сливат фамилиите си, и двамата се водят ПенаВега.
От 2016 г. Пена озвучава Боби, гаджето на Лори Шумникова в анимационния ситком „Къщата на Шумникови“.